# Nico Broeckaert
Nico Broeckaert (ur. 23 listopada 1960 w Zottegem) – belgijski piłkarz grający na pozycji środkowego obrońcy. Był reprezentantem Belgii.

## Kariera klubowa
Swoją karierę piłkarską Broeckaert rozpoczął w 1971 roku w klubie KSV Sottegem. W 1979 roku zadebiutował w jego barwach w czwartej lidze belgijskiej. W 1983 roku odszedł z niego do pierwszoligowego KV Kortrijk. W zespole Kortrijk występował do końca sezonu 1988/1989.
Latem 1989 Broeckaert został piłkarzem Royalu Antwerp FC. W sezonie 1991/1992 zdobył z nim Puchar Belgii. W 1993 roku dotarł z Royalem do finału Pucharu Zdobywców Pucharów. Zagrał w nim przez 90 minut, jednak Royal uległ Parmie 1:3. W Royalu występował do 1996 roku.
W 1996 roku Brockaert odszedł z Royalu do KSK Ronse. W latach 1997–1999 grał w KSV Oudenaarde, a w latach 1999-2003 był zawodnikiem klubu Eendracht Meldert, w którym zakończył karierę.
| Sezon   | Klub              | Kraj   | Rozgrywki     | Mecze | Gole |
| ------- | ----------------- | ------ | ------------- | ----- | ---- |
| 1979/80 | KSV Sottegem      | Belgia | IV liga       | ?     | ?    |
| 1980/81 | KSV Sottegem      | Belgia | V liga        | ?     | ?    |
| 1981/82 | KSV Sottegem      | Belgia | IV liga       | ?     | ?    |
| 1982/83 | KSV Sottegem      | Belgia | IV liga       | ?     | ?    |
| 1983/84 | KV Kortrijk       | Belgia | Eerste klasse | 32    | 1    |
| 1984/85 | KV Kortrijk       | Belgia | Eerste klasse | ?     | ?    |
| 1985/86 | KV Kortrijk       | Belgia | Eerste klasse | 33    | 3    |
| 1986/87 | KV Kortrijk       | Belgia | Eerste klasse | 32    | 1    |
| 1987/88 | KV Kortrijk       | Belgia | Eerste klasse | 32    | 2    |
| 1988/89 | KV Kortrijk       | Belgia | Eerste klasse | 34    | 0    |
| 1989/90 | Royal Antwerp FC  | Belgia | Eerste klasse | 34    | 4    |
| 1990/91 | Royal Antwerp FC  | Belgia | Eerste klasse | 30    | 2    |
| 1991/92 | Royal Antwerp FC  | Belgia | Eerste klasse | 34    | 0    |
| 1992/93 | Royal Antwerp FC  | Belgia | Eerste klasse | 34    | 1    |
| 1993/94 | Royal Antwerp FC  | Belgia | Eerste klasse | 33    | 1    |
| 1994/95 | Royal Antwerp FC  | Belgia | Eerste klasse | 29    | 1    |
| 1995/96 | Royal Antwerp FC  | Belgia | Eerste klasse | 22    | 0    |
| 1996/97 | KSK Ronse         | Belgia | IV liga       | 18    | 1    |
| 1997/98 | KSV Oudenaarde    | Belgia | VI liga       | ?     | ?    |
| 1998/99 | KSV Oudenaarde    | Belgia | V liga        | ?     | ?    |
| 1999/00 | Eendracht Meldert | Belgia | V liga        | ?     | ?    |
| 2000/01 | Eendracht Meldert | Belgia | IV liga       | ?     | ?    |
| 2001/02 | Eendracht Meldert | Belgia | IV liga       | ?     | ?    |
| 2002/03 | Eendracht Meldert | Belgia | IV liga       | ?     | ?    |

## Kariera reprezentacyjna
W reprezentacji Belgii Broeckaert zadebiutował 23 sierpnia 1989 w wygranym 3:0 towarzyskim meczu z Danią, rozegranym w Brugii. Grał w eliminacjach do MŚ 1990. W kadrze narodowej rozegrał 2 mecze, oba w 1989.